# Edgardo Debás
Pedro Edgardo Débas (Moulins-sur-Allier, 23 de maig de 1845 – Madrid, 28 de desembre de 1891) va ser un fotògraf espanyol que es va especialitzar en retrats així com a col·laborar amb la premsa il·lustrada de finals del segle xix, com per exemple La Ilustración Española y Americana i els nobles de l'època. El seu germà, Fernando Debás, va col·laborar amb ell en els inicis de la seva carrera. Es va instal·lar en la Puerta del Sol madrilenya i va tenir el seu període d'apogeu entre els anys vuitanta i noranta del segle xix.